# NGC 7325
NGC 7325 est constitué de trois étoiles situées dans la constellation de Pégase. L'astronome suédois Herman Schultz (en) a enregistré la position de ce groupe le 20 septembre 1875.

## Identification de NGC 7325

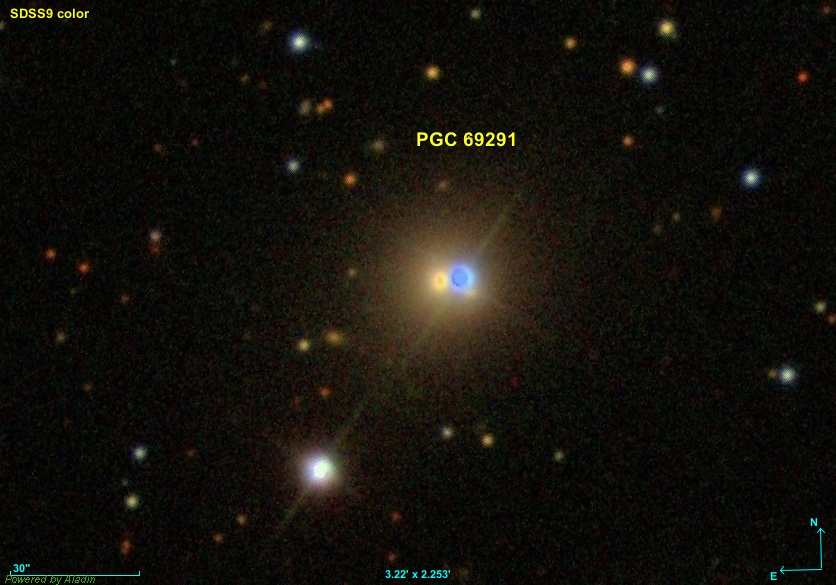
NGC 7325 selon Simbad et HyperLeda.

Plusieurs interprétations existent quant à l'identification de NGC 7325, de NGC 7326 et de NGC 7327. Pour les bases de données Simbad et HyperLeda, il s'agit d'une paire d'étoiles dont la désignation est PGC 69321. Wolfgang Steinicke indique aussi qu'il s'agit d'une paire d'étoiles, mais avec les mêmes coordonnées que celles préconisées par le professeur Seligman ainsi que par les deux bases de données mentionnées ci-haut. L'image SDSS montre que les deux étoiles situées au nord peuvent être confondues en une seule par un instrument de faible puissance. Quant à PGC 69291, ce n'est probablement pas NGC 7325, ni NGC 7327.